# 宣言节

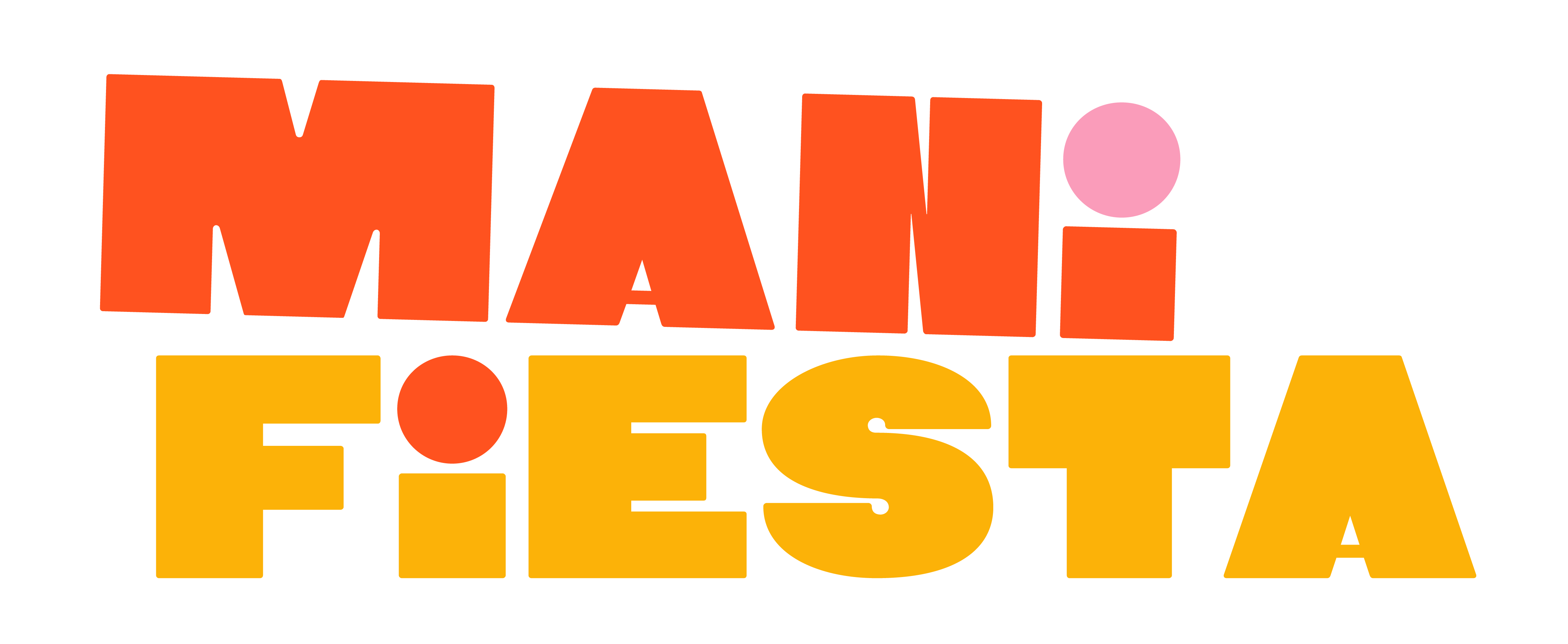
2023年宣言节标志

宣言节（ManiFiesta）是比利时每年9月举办的为期两天的文化和政治节日，由《团结》杂志社（隶属于比利时工人党）和“医学为人民”组织共同举办。2010年—2019年，该节日在位于比利时海岸的布雷德讷举行，之后移至奥斯坦德。2023年的“宣言节”吸引了16900名游客。